# Ammiel Bushakevitz
Ammiel Issachar Bushakevitz (hébreu: עמיאל בושקביץ), né le 9 avril 1986 à Jérusalem, est un pianiste classique israélo-sud-africain.

## Biographie
Ammiel Bushakevitz déménage très jeune avec sa famille de Jérusalem (Israël) à George, au Cap-Occidental.
Bushakevitz étudie au Conservatoire national supérieur de musique et de danse de Paris et à l'École supérieure de musique et de théâtre Felix Mendelssohn Bartholdy de Leipzig, en Allemagne,,,.

## Carrière
Ammiel Bushakevitz a été l'un des derniers élèves particuliers de Dietrich Fischer-Dieskau. En 2011, il est invité à accompagner les masterclasses de Dietrich Fischer-Dieskau à l'université des arts de Berlin et à la Schubertiade Vorarlberg en Autriche. Ammiel Bushakevitz a travaillé comme pianiste avec des chanteurs et chanteuses tel.le.s que Thomas Hampson, Matthias Goerne, Barbara Bonney, dame Felicity Lott, Elly Ameling, Thomas Quasthoff, Brigitte Fassbaender et Teresa Berganza.
Il a participé, en tant que soliste et chambriste, à de grands festivals en Europe, en Amérique du Nord et du Sud, en Asie, en Afrique et en Australie, comme : le Festival de Lucerne (Suisse), Festival de Salzbourg (Autriche), Festival de Bayreuth (Allemagne), Oxford Lieder Festival (Royaume-Uni), le Heidelberger Frühling (Allemagne), le Festival d'Aix-en-Provence, le Festival Musica Classica de Montréal (Canada), le Festival de musique de Shanghai (Chine), le Festival Pablo Casals (Espagne), les séries de piano de Leeds (Royaume-Uni), la Schubertiade Vorarlberg (Autriche) et la Schubertiade de Israël, le Festival Pontino di Latina Roma (Italie), le Festival Pitic (Mexique), les séries de musique de chambre de Vancouver (Canada) et le Melbourne International Arts Festival (Australie),,.

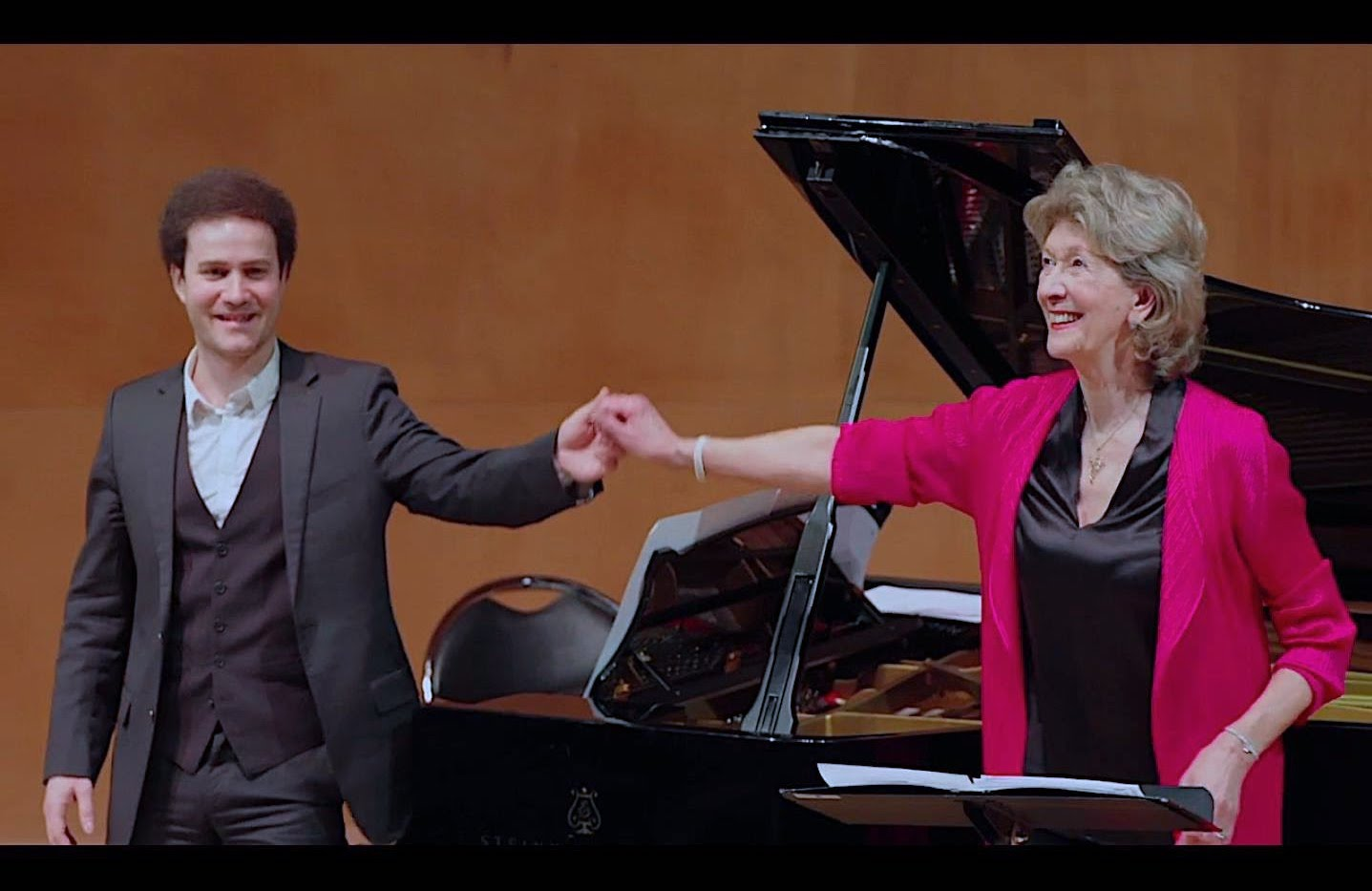
Ammiel Bushakevitz et Dame Felicity Lott, salle Cortot, Paris.

Ammiel Bushakevitz propose régulièrement des masterclasses pour de jeunes pianistes, comme à l'Académie de musique israélienne de Jérusalem, à l'université du Queensland (Australie), à l'université Victoria de Wellington (Nouvelle-Zélande), au Conservatoire de Pékin (Chine), à l'université de Barcelone (Espagne) et à l'université du Colorado (États-Unis). Il donne des concerts de bienfaisance et des master classes pour des organisations humanitaires en Éthiopie, en Chine, au Maroc, au Mexique, en Afrique du Sud et au Zimbabwe en partenariat avec l'Institut Goethe et l'Alliance française.

## Discographie
Ammiel Bushakevitz enregistre sur les labels BIS (Stockholm), Gramola (Vienne), SOLFA (Barcelone) et Hänssler (Stuttgart).
- Ammiel Bushakevitz plays Schubert : Ammiel Bushakevitz, piano, enregistré à Paris (2013, IAWS)
- Duo Aurelius live in Catalonia. Mozart, Szymanowski, Beethoven. Deniz Tahberer, violon; Ammiel Bushakevitz, piano (2014, Solfa Records)
- Mozart - Sonatas pour piano et violon Avigail Bushakevitz, violon; Ammiel Bushakevitz, piano, enregistré à Capellades, Espagne (2015, Solfa Records)
- Lieder aus der Jugendstil. Thuille, Wolf, Pfitzner, Mahler, Marx, Zemlinsky. Hagar Sharvit, mezzo-soprano; Ammiel Bushakevitz, piano, enregistré à Mürzzuschlag, Autriche, 2016.
- Fries : Sisi Poems - Lieder der Kaiserin Elisabeth Nina Bernsteiner, mezzo-soprano, Ammiel Bushakevitz. Vienne, Autriche (2017, Gramola)
- Franz Liszt : 15 Songs Liszt: 15 Songs, Timothy Fallon, tenor, Ammiel Bushakevitz, piano, enregistré au Jerusalem Music Centre, Mishkenot Sha'ananim, Israel (2017, BIS Records)
- Franz Schubert : Impromptus & Klavierstücke Solo Piano album (2017, Hänssler Classic)[9]
- Mélanie Bonis, Pauline Viardot, Armande de Polignac et al : OMBRES : compositrices de la Belle Époque, Laetitia Grimaldi, soprano, Ammiel Bushakevitz, piano, enregistré au Jerusalem Music Centre, Mishkenot Sha'ananim, Israel (2021, BIS Records)
- Franz Schubert, Die schöne Müllerin (La belle meunière), avec Samuel Hasselhorn (Harmonia Mundi, 2023).